# أنسو فاتي
أنسومان «أنسو» فاتي فييرا (بالإسبانية: Anssumane "Ansu" Fati) (مواليد 31 أكتوبر 2002) هو لاعب كرة قدم إسباني يلعب مهاجمًا مع نادي موناكو في الدوري الفرنسي على سبيل الإعارة من نادي برشلونة، ويلعب أيضاً مع المنتخب الإسباني.
ولد في غينيا بيساو ويمثل إسبانيا دوليا. 

## النشأة والشخصية
ولد فاتي في بيساو، وانتقل إلى إسبانيا (تحديدًا هيريرا، إشبيلية) مع أسرته في سن السادسة، عندما وقع شقيقه الأكبر براما مع نادي إشبيلية. أخوان فاتي برايما وميغيل هم أيضا لاعبو كرة قدم. كلاهما مرتبطان ببرشلونة.
والده، بوري فاتي، هو لاعب كرة قدم سابق، من غينيا بيساو. بعد الهجرة إلى البرتغال، أنشأ بعض الفرق في الدوريات الدنيا. هناك، قرأ قصة عن بلدة ماريناليدا الأندلسية، وهي مدينة فاضلة شيوعية معلنة من جانب واحد وتقع بالقرب من إشبيلية، والتي كانت تعرض العمل للمهاجرين. بعد التسول للحصول على الطعام في شوارع ماريناليدا، التقى بالعمدة خوان سانشيز ووجد وظيفة كسائق. ثم استقر في بلدة هيريرا القريبة، حيث أمضى أنسو معظم طفولته وبدأ تدريبه على كرة القدم. على الرغم من ولادته في غينيا بيساو، قال بوري إنه «أشبيلي».

## مسيرته الكروية

### برشلونة
بعد تمثيله للفريق المحلي سي دي اف هيريرا وفرق الشباب في إشبيلية، انضم إلى أكاديمية لا ماسيا التابعة لنادي برشلونة في عام 2012، وهو في العاشرة من عمره، بعد عام من قيام شقيقه بنفس الخطوة.

#### موسم 2019–20
في 24 يوليو 2019، وقع فاتي أول عقد احترافي له مع الكاتالانيين، ووافق على عقد حتى عام 2022. في 25 أغسطس، حتى قبل الظهور مع الفريق الاحتياطي، شارك مع الفريق الأول لأول مرة، عندما دخل كبديل عن كارلوس بيريز في مباراة الفوز 5–2 على أرضه أمام ريال بيتيس؛ عن عمر 16 عامًا و298 يومًا، أصبح ثاني أصغر لاعب يشارك مع النادي الكتالوني، وكان أكبر من فيسينس مارتينيز بـ18 يومًا فقط في عام 1941.
في 31 أغسطس 2019، سجل أول هدف احترافي له في المباراة بين برشلونة وأوساسونا على ملعب إل سادار (بنبلونة) في سن 16 و304 أيام، ليصبح أصغر لاعب يسجل هدف مع برشلونة عبر التاريخ وثالث أصغر هداف في تاريخ الدوري الإسباني.
في 14 سبتمبر 2019، أصبح فاتي أصغر لاعب في تاريخ الدوري الإسباني يسجل ويصنع في نفس المباراة بعمر الـ16 عام. سجل فاتي في الدقيقة الثانية وصنع هدف فرينكي دي يونغ في الدقيقة السابعة في مباراة الفوز 5–2 ضد فالنسيا.
في 17 سبتمبر، لعب فاتي أول مباراة له في دوري أبطال أوروبا بالتعادل 0–0 أمام بوروسيا دورتموند، ليصبح أصغر لاعب يشارك مع برشلونة في المسابقة بسن 16 و321 يومًا، محطماً الرقم القياسي السابق الذي كان يحمله بويان كركيتش (17 سنة و22 يومًا)؛ كما أصبح ثالث أصغر لاعب يشارك في تاريخ المسابقة. في 10 ديسمبر، أصبح فاتي أصغر لاعب يسجل هدف في تاريخ دوري أبطال أوروبا بسن 17 سنة و40 يومًا عندما سجل الهدف الثاني للبارسا في فوز الفريق 2–1 أمام إنتر ميلان على سان سيرو.
في 2 فبراير 2020، أصبح فاتي أصغر لاعب يسجل ثنائية في الدوري الإسباني، حيث سجل كلا الهدفين في فوز برشلونة 2–1 على ليفانتي. في 5 يوليو، فاز برشلونة على فياريال خارج أرضه وسجل الهدف الرابع في الفوز 4–1 وكان الهدف هو رقم 9.000 في تاريخ برشلونة. في 9 يوليو 2020، تم طرد فاتي بعد أن تسبب في خطأ على فيرناندو كاليرو في المباراة ضد إسبانيول، حيث لعب فاتي بعد 5 دقائق فقط من دخوله كبديل عن نيلسون سيميدو في الشوط الثاني.

#### موسم 2020–21
في 23 سبتمبر 2020، تمت ترقية فاتي رسميًا إلى الفريق الأول. بعد أربعة أيام، في أول مباراة لبرشلونة في موسم 2020–21 بالدوري الإسباني والأولى تحت قيادة المدرب الجديد رونالد كومان، سجل فاتي ثنائية وتسبب بركلة جزاء في مباراة الفوز 4–0 على فياريال.
وسجل في المباراة التالية ضد سيلتا فيغو في أرض الأخير والتي انتهت بنتيجة 3–0 لصالح برشلونة. وحاز لأدائه على جائزة لاعب الشهر في الدوري الإسباني لشهر سبتمبر 2020. في 20 أكتوبر، سجل هدفًا في مباراة فوز برشلونة بنتيجة 5–1 على فيرينتسفاروشي في دوري الأبطال، ليصبح بذلك أول لاعب يسجل أكثر من هدف واحد في المنافسة قبل بلوغه سن الثمانية عشر. في 24 أكتوبر، سجل هدفًا في مباراة خسارة برشلونة بنتيجة 1–3 أمام غريمه ريال مدريد، ليصبح أصغر هدافٍ في تاريخ الكلاسيكو بعمر 17 عام و359 يوم. في 7 نوفمبر، تعرض فاتي لإصابة في الركبة ضد ريال بيتيس وتم استبداله بين الشوطين، وأكدت الفحوصات لاحقًا أنه أصيب بتمزق في الغضروف المفصلي في ركبته اليسرى. بعد يومين خضع لعملية جراحية وأعلن النادي أنه سيغيب لمدة أربعة أشهر تقريبًا.

#### موسم 2021–22
في 5 أغسطس 2021، عاد فاتي للتدريب على ملعب سيوتات إسبورتيفا جوان غامبر بعد تسعة أشهر من التوقف عن اللعب. حصل فاتي على القميص رقم 10، الذي كان يرتديه سابقًا قائد الفريق ليونيل ميسي. في 26 سبتمبر 2021، شارك فاتي لأول مرة منذ 10 أشهر (323 يومًا)، في مباراة ضد ليفانتي. لعب لمدة 10 دقائق، وسجل خلال الوقت المحتسب بدل الضائع، مما جعل النتيجة 3–0 لبرشلونة.

## مسيرته الدولية

### الشباب
فاتي لم يمثل أي فريق وطني بعد. بعد ظهوره لأول مرة في الدوري الإسباني، أبدى الاتحاد الإسباني لكرة القدم اهتمامه به. ذكرت صحيفة أس أن الحكومة الإسبانية قد ركزت اهتمامها على منحه الجنسية بهدف ضمه إلى تشكيلة كأس العالم تحت 17 سنة في البرازيل في أكتوبر 2019. ومع ذلك، فإن غينيا بيساو هي مستعمرة برتغالية سابقة، وقد يقرر الاتحاد الوطني هناك محاولة إغرائه بجواز سفر برتغالي، على الرغم من أن أس قالت إن يفضل تمثيل إسبانيا.
مُنح فاتي الجنسية الإسبانية في 20 سبتمبر 2019، تخلى عن جنسية غينيا بيساو. تم استدعاؤه للمنتخب الإسباني تحت 21 سنة في 11 أكتوبر 2019، بعد إصابة كارليس بيريز. شارك فاتي لأول مرة مع المنتخب الإسباني تحت 21 سنة في 15 أكتوبر 2019 ضد الجبل الأسود.

### المنتخب الأول
تلقى فاتي أول استدعاء له مع منتخب إسبانيا الأول في 20 أغسطس 2020، لأول مباراتين من دوري الأمم الأوروبية 2020–21. شارك لأول مرة دوليًا في 3 سبتمبر 2020، حيث دخل كبديل لمدة 45 دقيقة في التعادل 1–1 مع ألمانيا. سجل هدفه الأول في ثاني مباراة دولية له في 6 سبتمبر 2020، حيث سجل الهدف الثالث لإسبانيا ضد أوكرانيا ليصبح أصغر لاعب يسجل هدف مع المنتخب الإسباني بعمر 17 عامًا و311 يومًا؛ وبالتالي، كسر الرقم القياسي الذي استمر 95 عامًا وكان يحمله خوان إرازكوين، عندما كان يبلغ من العمر 18 عامًا و344 يومًا. كما أصبح أصغر لاعب يبدأ مباراة في دوري الأمم الأوروبية، محطمًا الرقم القياسي السابق للاعب الويلزي إيثان أمباديو في عام 2018، بعمر 17 عامًا و357 يومًا.

## الإحصائيات
آخر تحديث 2 أكتوبر 2021.
| النادي   | الموسم   | الدوري          | الدوري | الدوري  | كأس ملك إسبانيا | كأس ملك إسبانيا | أوروبا | أوروبا  | أخرى   | أخرى    | المجموع | المجموع |
| النادي   | الموسم   | الدرجة          | الظهور | الأهداف | الظهور          | الأهداف         | الظهور | الأهداف | الظهور | الأهداف | الظهور  | الأهداف |
| -------- | -------- | --------------- | ------ | ------- | --------------- | --------------- | ------ | ------- | ------ | ------- | ------- | ------- |
| برشلونة  | 2019–20  | الدوري الإسباني | 24     | 7       | 1               | 0               | 5      | 1       | 1      | 0       | 31      | 8       |
| برشلونة  | 2020–21  | الدوري الإسباني | 7      | 4       | 0               | 0               | 3      | 1       | 0      | 0       | 10      | 5       |
| برشلونة  | 2021–22  | الدوري الإسباني | 2      | 1       | 0               | 0               | 1      | 0       | 0      | 0       | 3       | 1       |
| الإجمالي | الإجمالي | الإجمالي        | 33     | 12      | 3               | 0               | 9      | 2       | 1      | 0       | 46      | 14      |

1. 1 2  المباريات في دوري أبطال أوروبا
2. ↑  المباراة في كأس السوبر الإسباني

### المنتخب
آخر تحديث 13 أكتوبر 2020.
| إسبانيا | إسبانيا | إسبانيا |
| العام   | الظهور  | الأهداف |
| ------- | ------- | ------- |
| 2020    | 4       | 1       |
| المجموع | 4       | 1       |

#### الأهداف الدولية
آخر تحديث 6 سبتمبر 2020. (قائمة الأهداف والنتائج مع منتخب إسبانيا الأول)
| # | التاريخ       | المكان                                  | الخصم    | الهدف | النتيجة | المسابقة                       |
| - | ------------- | --------------------------------------- | -------- | ----- | ------- | ------------------------------ |
| 1 | 6 سبتمبر 2020 | ملعب ألفريدو دي ستيفانو، مدريد، إسبانيا | أوكرانيا | 3–0   | 4–0     | دوري الأمم الأوروبية 2020–21 أ |

## الإنجازات
برشلونة
- الدوري الإسباني: 2022–23، 2024–25
- كأس ملك إسبانيا: 2020–21، 2024–25
- كأس السوبر الإسباني: 2022–23، 2025

إسبانيا
- دوري الأمم الأوروبية: 2022–23

الفردية
- فريق العام للاعبين الواعدين في الدوري الإسباني من اليويفا: 2019–20[51]
- لاعب الشهر في الدوري الإسباني: سبتمبر 2020[52]

## وصلات خارجية
- أنسو فاتي على موقع الاتحاد الأوربي (الإنجليزية)
- أنسو فاتي على موقع إي إس بي إن إف سي (الإنجليزية)
- أنسو فاتي على موقع قاعدة بيانات كرة القدم.إي يو (الإنجليزية)
- أنسو فاتي على موقع بيانات كرة القدم. دي إي (الألمانية)
- أنسو فاتي على موقع ليكيب (الفرنسية)
- أنسو فاتي على موقع ناشيونال فوتبول تيمز (الإنجليزية)
- أنسو فاتي على موقع Soccerbase.com (لاعب) (الإنجليزية)
- أنسو فاتي على موقع Soccerway.com (الإنجليزية)
- أنسو فاتي على موقع عالم كرة القدم.نت (الإنجليزية)
- أنسو فاتي على موقع AS.com (الإسبانية)